# (2271) Kiso
Pour les articles homonymes, voir Kiso (homonymie).
(2271) Kiso est un astéroïde de la ceinture principale.

## Description
(2271) Kiso est un astéroïde de la ceinture principale. Il fut découvert le 22 octobre 1976 à Kiso par Hiroki Kosai et Kiichiro Hurukawa. Il présente une orbite caractérisée par un demi-grand axe de 2,76 UA, une excentricité de 0,06 et une inclinaison de 3,4° par rapport à l'écliptique.

## Compléments